# Grooveshark
Grooveshark was een website die muziek als streaming media aanbood.
Op 30 september 2014 deed een Amerikaanse rechter uitspraak in een zaak tegen Grooveshark. Hieruit bleek dat het bedrijf op grote schaal inbreuk heeft gemaakt op auteursrechten door opzettelijk auteursrechtelijk beschermd materiaal online te plaatsen.
Grooveshark was een dienst van de Escape Media Group Inc. (EMG). EMG werd opgericht in maart 2006 door drie studenten van de Universiteit van Florida. In het begin van 2007 werd er een betaversie van Grooveshark gelanceerd. Grooveshark was toen een website waar mensen muziek konden kopen.
In december 2007 had EMG ongeveer 40 mensen in dienst. In 2008 stopte EMG de betaalde muziekdownloadservice en werd het een gratis muziekstreamingdienst zoals Pandora en Last.fm.
Als onderdeel van een schikking tussen EMG en drie platenmaatschappijen, Universal Music Group, Sony Music Entertainment, en Warner Music Group, is de website van Grooveshark op 30 april 2015 inactief gemaakt en zijn alle intellectuele eigendomsrechten overgedragen aan de drie platenmaatschappijen.